# Sunce i noću (1990.)
Sunce i noću (Il sole anche di notte), talijanski film iz 1990. godine.

## Sažetak
Sergio Giuramondo, mladi pjesnik se ženi s jednom ženom. Otkrio je da je bila kraljeva ljubavnica. To mu je zgadilo sve te je napustio Napulj i zaredio se. U samostanu njegovu samoću stalno prekidaju posjetitelji. Dolaze jer su načuli da redovnik Sergio ima čudesne moći. Također dolaze i žene koje ga za okladu pokušavaju zavesti.